# Chứng chỉ quỹ
Chứng chỉ quỹ (Investment certificate/Fund administration) là sản phẩm đầu tư được cung cấp bởi một công ty đầu tư (Quỹ đầu tư) hoặc công ty môi giới (nếu ở Hoa Kỳ), được thiết kế để mang lại lợi suất cạnh tranh cho nhà đầu tư với sự an toàn bổ sung từ tiền gốc của nhà đầu tư. Tại Việt Nam, Luật Chứng khoán Việt Nam năm 2019 quy định Chứng chỉ quỹ là loại chứng khoán xác nhận quyền sở hữu của nhà đầu tư đối với một phần vốn góp của quỹ đầu tư chứng khoán. Mệnh giá chứng chỉ quỹ chào bán ra công chúng ở Việt Nam theo quy định là 10 nghìn Việt Nam đồng. Tại các thị trường chứng khoán phát triển, đa số người dân đầu tư vào các quỹ. Thực tế, các quỹ mở đang cho thấy sự linh hoạt trong các quyết định đầu tư, những giai đoạn hay bối cảnh khác nhau của nền kinh tế sẽ có những chủ đề đầu tư phù hợp. Với việc duy trì một danh mục đầu tư đa dạng giúp giảm thiểu rủi ro khi thị trường giảm và hưởng lợi khi thị trường hồi phục.

## Tổng quan
Chứng chỉ quỹ là loại chứng khoán xác nhận quyền sở hữu của nhà đầu tư đối với một phần vốn góp của quỹ đầu tư chứng khoán. Về bản chất, chứng chỉ quỹ gần giống với cổ phiếu khi đều là bằng chứng xác nhận quyền sở hữu, quyền lợi, trách nhiệm của nhà đầu tư với phần góp vốn của mình, nhà đầu tư chứng chỉ quỹ không nhất thiết phải là chuyên gia tài chính để có thể tham gia thị trường chứng khoán, nhà đầu tư cũng tiết kiệm được thời gian trong khi vẫn tận dụng được cơ hội sinh lợi từ số tiền nhàn rỗi, tuy do không được tham gia vào quyết định đầu tư của quỹ nhưng nhà đầu tư phải chấp nhận rủi ro khi giá chứng chỉ quỹ sẽ biến động theo tài sản cơ sở đầu tư nên về bản chất đầu tư vào chứng chỉ quỹ là ủy thác vốn cho các chuyên gia của công ty quản lý quỹ. Công ty quản lý quỹ có những chuyên gia trong lĩnh vực tài chính để đánh giá được tình hình tài chính một cách kỹ lưỡng của doanh nghiệp. Thông thường một quỹ đầu tư trên 20 mã cổ phiếu với đa dạng ngành nghề, từ đó có danh mục đầu tư đa dạng.
Tham chiếu quy định ở Việt Nam thì điều kiện chào bán chứng chỉ quỹ lần đầu ra công chúng bao gồm: Tổng giá trị chứng chỉ quỹ đăng ký chào bán tối thiểu là 50 tỷ đồng; có phương án phát hành và phương án đầu tư vốn thu được từ đợt chào bán chứng chỉ quỹ phù hợp với quy định của Luật này; phải được giám sát bởi ngân hàng giám sát; Chứng chỉ quỹ chào bán ra công chúng phải được niêm yết trên hệ thống giao dịch chứng khoán sau khi kết thúc đợt chào bán, trừ trường hợp chào bán chứng chỉ quỹ mở. Hồ sơ đăng ký chào bán chứng chỉ quỹ ra công chúng bao gồm: Giấy đăng ký chào bán chứng chỉ quỹ ra công chúng; Bản cáo bạch; Dự thảo Điều lệ quỹ đầu tư chứng khoán; Hợp đồng nguyên tắc về việc giám sát giữa ngân hàng giám sát và công ty quản lý quỹ đầu tư chứng khoán; hợp đồng nguyên tắc về việc phân phối; hợp đồng nguyên tắc ký với các tổ chức cung cấp dịch vụ có liên quan (nếu có); Cam kết bảo lãnh phát hành (nếu có).
Về xu hướng phát triển thị trường, chứng chỉ quỹ theo một số báo cáo gần đây dần trở thành kênh đầu tư thay thế cho vàng, bất động sản nhờ ưu điểm về tính thanh khoản, sản phẩm đa dạng, chứng chỉ quỹ được nhiều nhà đầu tư ưu tiên bởi đây là phương án có tiềm năng tăng trưởng trong dài hạn, thanh khoản tốt, số vốn tham gia nhỏ chỉ từ 100.000 đồng, dễ dàng tiếp cận được các nhà đầu tư đại chúng, thu nhập bình quân đầu người tăng kéo theo thặng dư thu nhập (thu nhập còn lại sau khi trừ đi các chi phí thiết yếu cho cuộc cuộc sống) cùng nhu cầu đầu tư tăng lên, trong đó chứng chỉ quỹ là kênh tiếp cận đầu tư rất phổ biến trên thế giới với ưu điểm về tính minh bạch cao và có thể tham gia với số vốn nhỏ, khác với các kênh đầu tư khác ví dụ bất động sản cần vốn lớn. Tại Việt Nam, tỷ lệ tham gia đầu tư vào các quỹ còn hạn chế, đa số là nhà đầu tư cá nhân tự giao dịch, dù rằng nhìn chung các quỹ thường có lợi nhuận cao hơn mức tăng trưởng của VN-Index. ở Việt Nam, quy mô quỹ thị trường tiền tệ gần như không đáng kể do quỹ không có công cụ đầu tư phù hợp. Trong khi đó trên thế giới, quỹ thị trường tiền tệ chiếm tới gần 15% tổng tài sản của các quỹ mở như ở Trung Quốc chiếm tới gần 48% tổng tài sản các quỹ.